# Мосьє Бокер
Мосьє Бокер (англ. Monsieur Beaucaire) — американська мелодрама режисера Сідні Олкотта 1924 року.

## Сюжет
Коли мосьє Бокер — невідпорний цирульник, ловить герцога Вінтерсета на шахрайстві в азартних іграх, він примушує його до співпраці з метою пробратися на великий бал, маскуючись під герцога де Шартра, і познайомитися з прекрасною леді Мері. Замаскований цирульник домагається успіху на маскараді і швидко стає кумиром суспільства. Але Вінтерсет, озлоблений шантажем, має намір знищити Бокара, при цьому не розкриваючи свою лукавість.

## У ролях
- Рудольф Валентіно — Бокер
- Бібі Данієлс — принцеса Генрієтта
- Лоїс Вілсон — королева Франції Марія
- Доріс Кеніон — леді Мері
- Лоуелл Шерман — король Франції Людовик XV
- Полетт Дювал — мадам Помпадур
- Джон Девідсон — Рішельє
- Флора Фінч — герцогиня Монморансі
- Луїс Воллер — француз
- Єн МакЛарен — герцог Уінтерсет
- Френк Шеннон — Баджер
- Темплар Пауелл — Моліньє
- Х. Купер Кліфф — Бю Неш
- Доунінг Кларк — лорд Честерфілд
- Івонн Хьюз — герцогиня Флаугольт
- Гаррі Лі — Вольтер